# Shahenda Wafa
Shahenda Wafa est une joueuse d'échecs égyptienne née le 15 juillet 1998, trois fois championne d'Afrique d'échecs.
Sa sœur Shrook est également multiple championne d'Afrique.
Au 1er octobre 2023, elle est la troisième joueuse égyptienne avec un classement Elo de 2 083 points.

## Biographie et carrière
Grand maître international féminin depuis 2017, elle a remporté trois fois le championnat d'Afrique d'échecs féminin (en 2017, 2018 et 2022).
Elle est médaillée d'or en rapide individuel féminin, en blitz par équipe mixte et en rapide par équipe mixte et médaillée d'argent en blitz individuel féminin aux Jeux africains de 2023 à Accra.